# 巴里纳斯州
巴里纳斯州位于委内瑞拉西部，首府巴里纳斯，2007年人口约76万。
委内瑞拉总统乌戈·查韦斯出生于该州。